# ミュージック (サカナクションの曲)
「ミュージック」は、サカナクションの8枚目のシングル。2013年1月23日にビクターエンタテインメントから発売された。

## 概要
前作から約5か月ぶりとなるシングルで、バンド初のワンコインシングルである。
表題曲であるミュージック(M1)はフジテレビ系日曜9時ドラマチック・サンデーの江口洋介主演のドラマ『dinner』の主題歌で、サカナクションの楽曲がドラマ主題歌になるのは今作が2回目である。
今作は初回限定盤と通常盤の2形態で販売し、初回限定盤は特殊パッケージ仕様となっている。
サカナクションのシングルとしては珍しくリミックス音源が収録されていないが、M2はのちに発売されたアルバム『sakanaction』にて別バージョンが制作、収録されている。
2013年12月31日に放送された「第64回NHK紅白歌合戦」出演時の歌唱曲である。

## 収録曲
（全曲　作詞・作曲：山口一郎／編曲：サカナクション）
1. ミュージック [5:26]
  - フジテレビ系ドラマ『dinner』主題歌。
  - ミュージック・ビデオは「アルクアラウンド」を手がけた関和亮をディレクターに迎えて制作された。山口一郎が音楽を聴く姿を中心に、「ミュージック」の世界をスタイリッシュな形で描き出している[2]。
  - メンバー5人が山口の自宅に集まって制作した。山口曰く、「学生時代の遊びのように曲を作ることにチャレンジした」とのこと[3]。また、「僕の部屋で生まれたものを外に発信し、リアルに伝えるのがテーマだった」「“自分たちが音楽にどのように向き合っていくのか”を歌にした」と述べている[4]。
    - 山口によると、この為に声を張って歌う事が出来なかった為、ファルセットを用いて歌っている[3]。
2. 映画 (コンテ 2012/11/16 17:24) [5:06]
  - バイノーラル方式で録音されている。
  - 制作者の意図により歌詞が発表されていない（アルバム版は発表されている）。
  - この曲をリアレンジしたものがアルバム『sakanaction』に収録されている。

## 備考
- 2013年1月13日放送のフジテレビ系ドラマ『dinner』のエンディングで「ミュージック」が1番のみ解禁された。
- 2013年1月14日にTOKYO FMの『SCHOOL OF LOCK!』にて「ミュージック」が初めてフルサイズでオンエアされた。
- 2013年2月15日放送のテレビ朝日系の音楽番組『ミュージックステーション』、2013年2月16日深夜(正確には2月17日)放送のTBS系の『COUNT DOWN TV』に出演し、「ミュージック」を披露した。